# Museu Carl Nielsen
El Museu Carl Nielsen (Carl Nielsen Museet) és un museu a Odense, Dinamarca. El museu es troba com una extensió al costat nord-oest de la sala de concerts d'Odense. Està dedicat a la vida del compositor danès Carl Nielsen (1865–1931) i de la seva dona, l'escultora Anne Marie Carl-Nielsen (1863–1945).

## Història
El museu funciona com a part dels Museus de la ciutat d'Odense. Documenta la seva vida de Carl Nielsen des de la seva infantesa a la ciutat de Nørre Lyndelse, a la seva carrera i l'èxit a l'escena musical europea, amb els seus violins, la seva corneta i el seu piano de cua exposats, així com una sèrie de les seves partitures musicals, incloses sis simfonies, tres concerts, dues òperes i música de cambra i un gran nombre de cançons. El museu també conté una reconstrucció exacta de dues sales d'estar amb els mobles originals de l'última casa de Carl i Anne Marie Carl-Nielsen a Frederiksholms Kanal al centre de Copenhaguen.

## Galeria

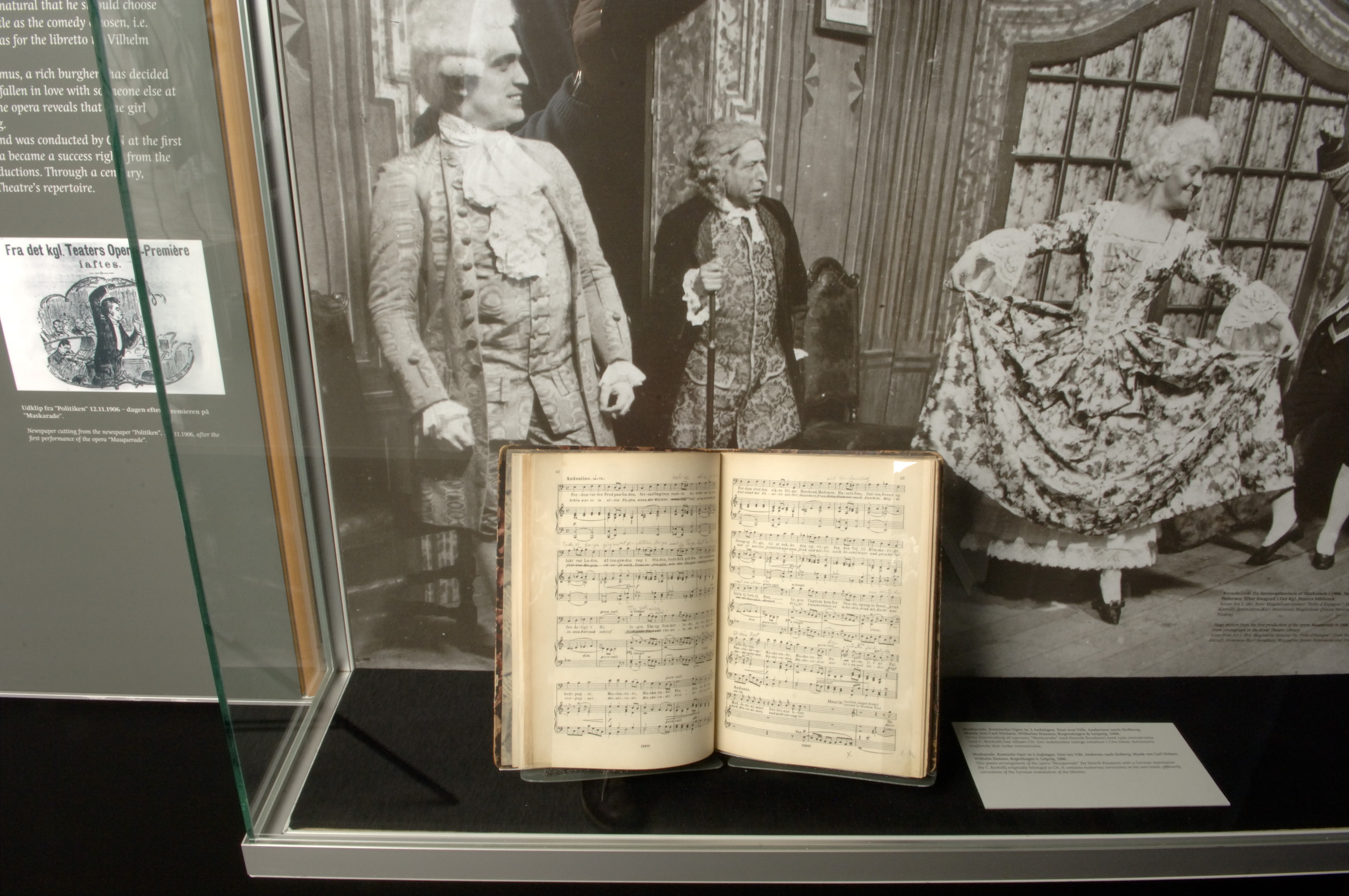
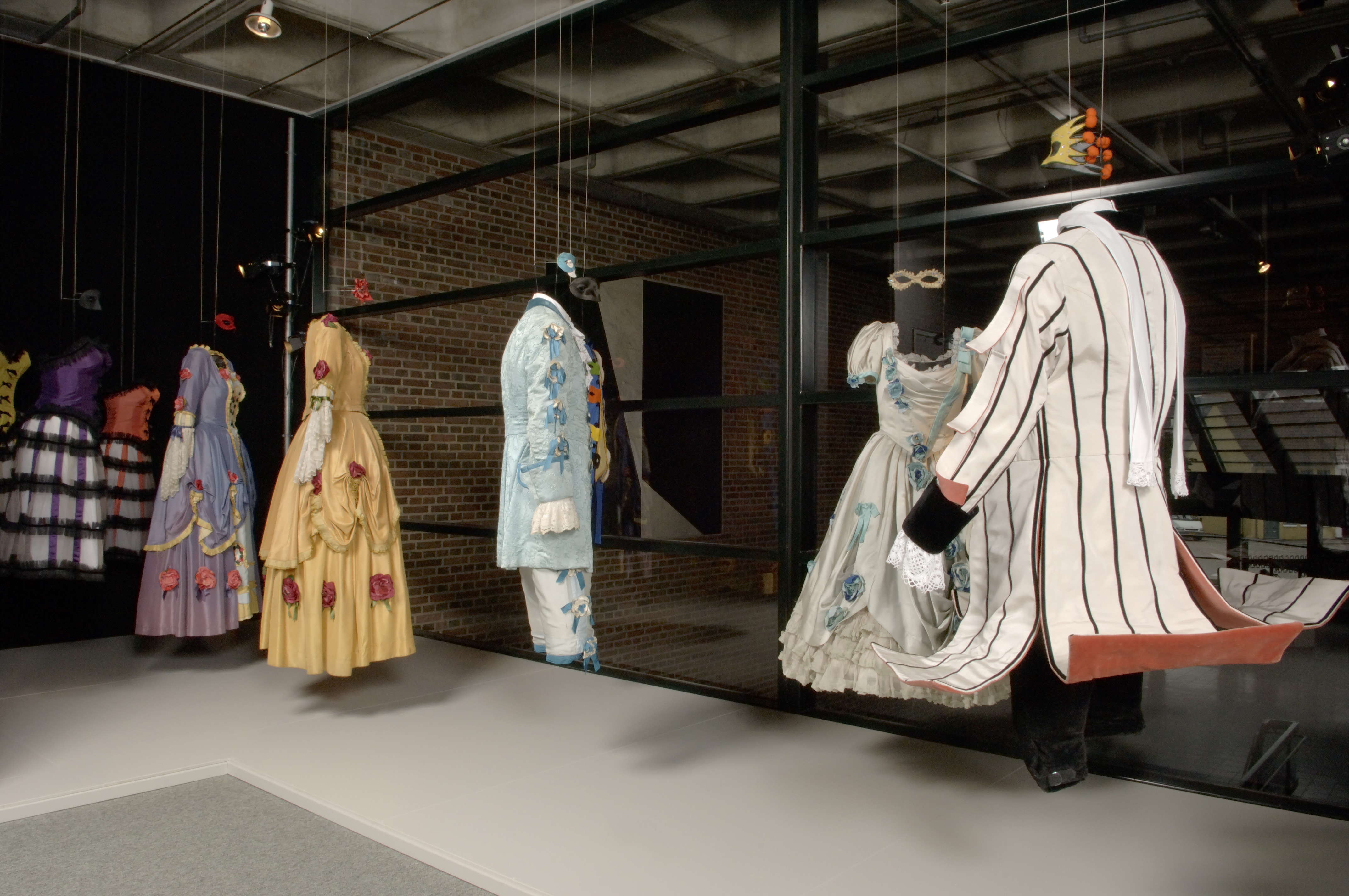
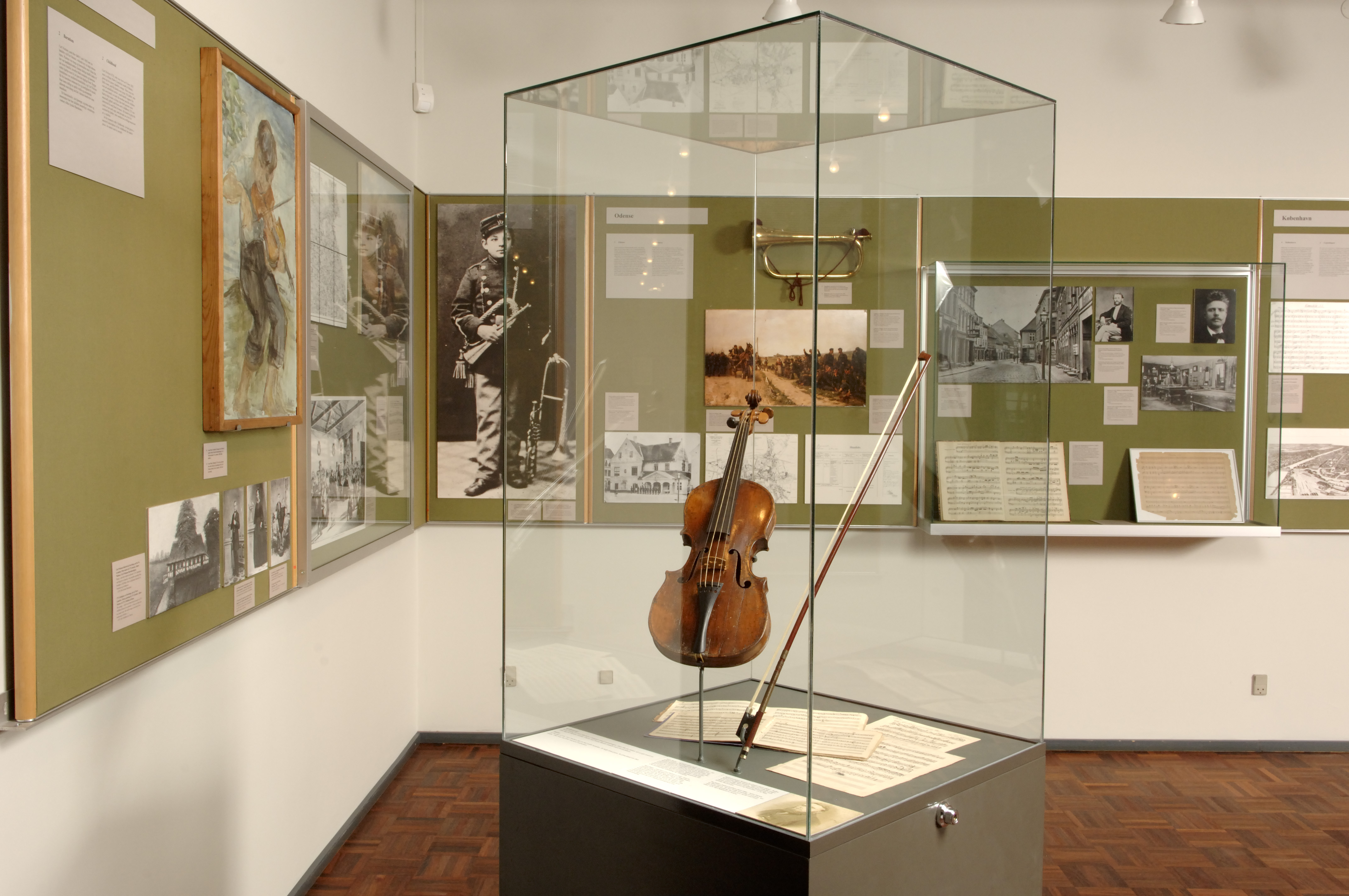
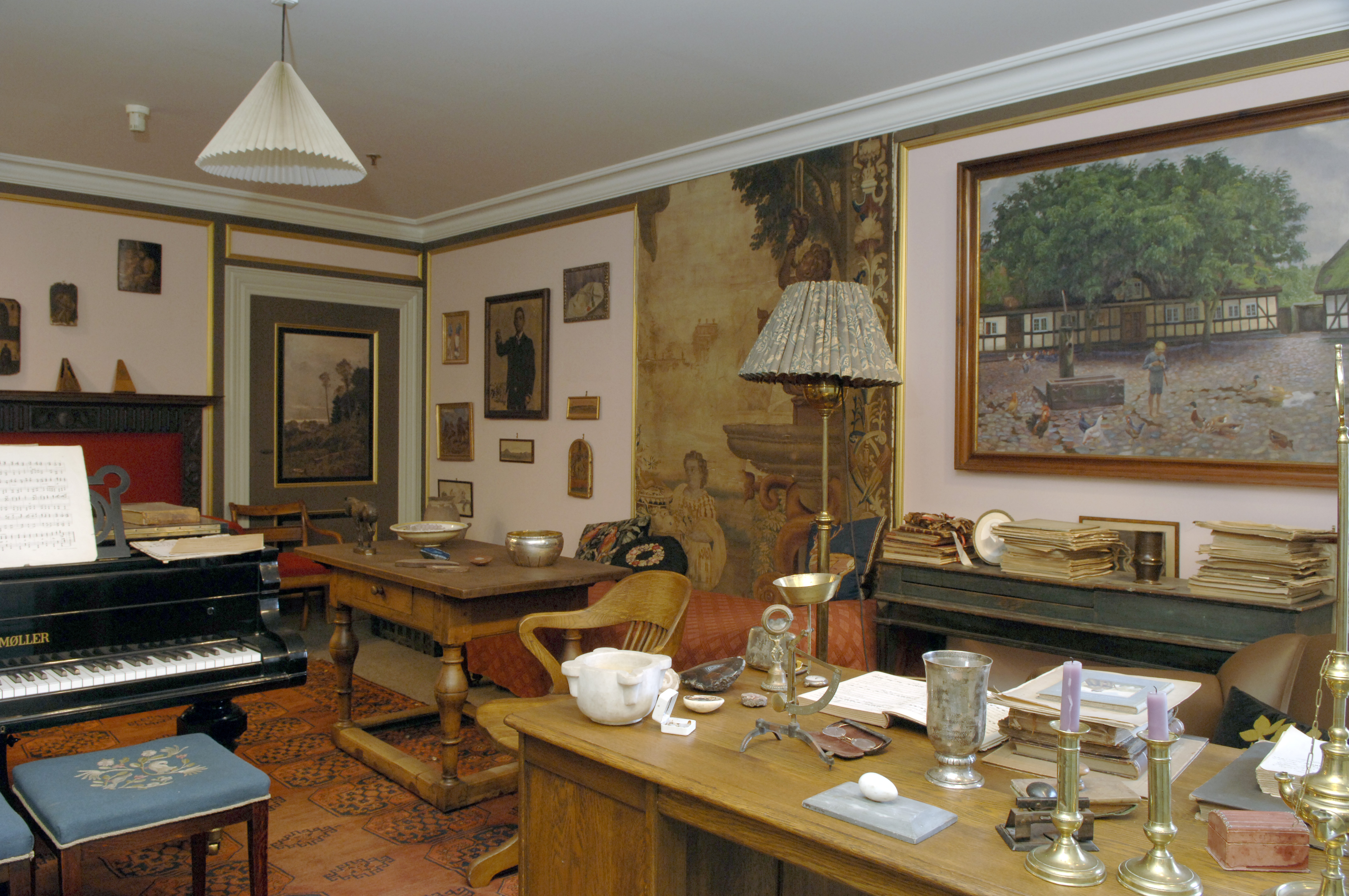